# Pariri
A pariri (Geotrygon montana) é uma ave columbiforme da família dos columbídeos que está presente do México ao Brasil e Paraguai. Tais aves medem cerca de 24 cm de comprimento. 

## Etiomologia
Também são conhecidas pelos nomes de cabocla, pomba-cabocla, juritipiranga, juriti-vermelha e vevuia.[carece de fontes?]
O nome pariri foi selecionado como nome vernáculo técnico para a espécie Geotrygon montana pelo Comitê Brasileiro de Registros Ornitológicos (CBRO) em 2021.

## Subespécies
São reconhecidas duas subespécies:
- Geotrygon montana montana (Linnaeus, 1758) - sul do México e Grandes Antilhas até o sul do Brasil e o norte da Argentina.
- Geotrygon montana martinica (Linnaeus, 1766) - Pequenas Antilhas.